# Esplanada
Esplanada este un oraș în unitatea federativă Bahia (BA) din Brazilia.